# Осетинская легенда
«Осетинская легенда» — советский осетинский фильм 1965 года режиссёра по мотивам романа «Святой Илья горы Тбау» Владимира Икскуля.
Редкий случай — вышедший на широкий экран фильм созданный силами кинолюбителей-энтузиастов, и практически — упорством одного человека:

Автор фильма известный осетинский художник Азанбек Джанаев — и сценарист, и режиссёр, и оператор, и художник, и гример, и даже портной.

«Осетинская легенда» — поэтический фильм, пронизанный горячей любовью к своей стране, к своему народу.— «Литературная газета», 20 августа 1966

## Сюжет
Начало XIX века. Осетинский юноша Урусхан, заступившись за бедного беззащитного пастуха, убил представителя власти и теперь вынужден скрываться. Затравленный, изнемогающий от усталости и голода, он встречает Залихан — дочь влиятельного священнослужителя, которая, не спрашивая, кто он, оказывает ему гостеприимство… Молодые люди полюбили друг друга, но Залихан принадлежит другому — она обещана богатому Кериму. Юноша решается на похищение девушки, их ловят, и Урусхан погибает в бою за любимую.

Трагическая любовь абрека Урусхана и Залихан, дочери влиятельного священнослужителя Дзаура, представлена как осетинская вариация истории Ромео и Джульетты. Веронских любовников разлучила фамильная вражда, осетинских — антигуманизм адата, социальные предрассудки и горская нетерпимость ко всему непривычному.— кинокритик Ромил Соболев, журнал «Спутник кинозрителя», август 1966 года

## В ролях
В ролях — неактёры: абрека Урусхана сыграл Ахсарбек Калицев — электрик на заводе «Электроцинк», а Залихан сыграла Клара Джимиева — заведующая детским садом № 30 Владикавказа, роль её отца исполнил этнограф Борис Калоев, в эпизодический роли снялся известный наездник Ирбек Кантемиров.
Главную женскую роль Залихан сыграла заведующая детским садом № 30 Клара Джимиева. Она принимала участие в съемках без отрыва от производства. А ведь съемки продолжались шесть лет! Какое надо иметь мужество, какую надо иметь любовь к искусству, чтобы не отказаться от этого тяжелого труда.
- Ахсар Калицев — Урусхан, абрек
- Клара Джимиева — Залихан
- Борис Калоев — Дзаур, отец Залихан
- Василиса Комаева — мать Залихан
- Федор Суанов — Гургок, брат Залихан
- Ш. Козонов — Дзураб, названый брат Крима
- Г. Бохов — Крим Тотараев, жених Залихан

В эпизодах, согласно титрам, «снимались рабочие, служащие, колхозники».

## Съёмки
Работа над фильмом велась с 1958 по 1965 год, съёмки были любительскими, велись на деньги энтузиастов, которым помогли творческие работники Свердловской киностудии. Жители окрестных съёмкам сёл давали коней и сбруи, и сами шли сниматься в массовых сценах, бескорыстную помощь оказал руководитель автошколы Георгий Багаев и многие другие неравнодушные люди.

Хотя по всем своим «паспортным» данным «Осетинская легенда» считается продукцией Свердловской студии (и студия действительно много сделала, чтобы фильм увидел свет), создана картина силами энтузиастов — кинолюбителей, живущих в горной стране Северной Осетии.— Первая ласточка. Осетинская легенда // Советский экран, 1966
Местами съёмок стали Дигор и Ольгинское, Куртатинское ущелье в Кобани, снимали в Армхи и Назрани, Даргавсе и Фиагдоне.

## Критика
Как зачастую бывает не только у любителей, но и у начинающих профессионалов, в картине некоторые сценарные слабости и просчеты в работе с актёрами (напомним, с непрофессиональными актёрами) с лихвой перекрываются великолепными съемками и уверенным монтажом, точным выбором впечатляющих деталей и тактичностью показа актёров. Авторы знают цену пейзажу, крупному плану, деталей, цену тонкой светотени, создающим определённую атмосферу.— кинокритик Ромил Соболев, журнал «Спутник кинозрителя», август 1966 года